# مكتبة منتصف الليل (رواية)
مكتبة منتصف الليل هي رواية خيالية كتبها مات هيج ، نُشرت عام 2020 وتُرجمت إلى العربية أوائل عام 2021.

## حبكة
تبدأ رواية «مكتبة منتصف الليل» مع نورا التي ترغب في وضع حد لحياتها بعد أن فقدت كل دافع للحياة وترسخ شعورها بعدم رغبة أي أحد في إدامة علاقة إنسانية معها. الحياة بالنسبة لنورا صارت عبئاً مملاً يبعث على الجنون، ولم تعد ترغب في المزيد من مضادات الاكتئاب.
تجد نورا نفسها في أحد الصباحات وسط مكتبة متخيلة لا نهائية تقف على الحد الفاصل بين الحياة والموت، بدلاً من أن تكون في الجنة أو الجحيم، وتمثلُ ملاذاً لهؤلاء الذين يجدون أنفسهم عالقين بين الاستمرار والرحيل، ولا يعرفون تماماً في أي اتجاه يمضون. ليس صعباً على القارئ أن يحدس نوعاً من التماثل بين المكتبة هذه ومطهر دانتي.